# 苑田あゆり
苑田 あゆり（そのだ あゆり、1994年11月4日 - ）は、日本のAV女優。クルーズグループ所属。

## 略歴・人物
2017年3月にデビューした小柄で貧乳のロリ系AV女優。

## 出演作品

### アダルトDVD
2017年
- エスカレートするドしろーと娘 287（3月3日、プレステージ）
- マジックミラーの向こうには厳しい上司! 下着メーカー美人女子社員と同僚がセクシーランジェリーでエッチなゲームにチャレンジ! エロすぎランジェリーに興奮しまくる同僚のガン反りチ○ポに美人社員はうっとり発情!?（3月17日、DOC）※「亜由美」名義　他出演:由紀、泉美
- 父・祖父のすぐ側でイタズラされても抵抗出来ない男湯ギリギリOK娘 3（4月7日、DOC）他出演:澄川鮎、矢澤美々
- JKにオナホを渡し「僕のチ○コを思いっきりシゴいて下さい!」 3（4月7日、DOC）※「なな」名義　他出演:ひなの、さおり、ちか、まお、ゆあ、みれい、ゆき、あゆみ
- 幼気な美少女と、変態お泊りセックス 若草のような可愛い天使は、発情しっぱなしの雌奴隷…常に挿入をおねだりしてきます…。（4月13日、オーロラプロジェクト・アネックス）
- この娘、犯してやる…。 過激に輪わされ、汚されながらも、絶頂地獄へ堕ちてゆく…。 おさげ髪の幼気な美少女は、心の奥底に蠢きはじめた性欲を、発情サプリで開放されて…（4月25日、オーロラプロジェクト・アネックス）
- JK アソコに電マしたまま生電話 〜10分耐えたら賞金ゲット!!〜（5月5日、DOC）※「なな」名義　他出演:ゆか、ゆい、りえ、ゆうこ、さき、りか、みらい、りな
- マジックミラー号 「早漏に悩む男性の暴発改善のお手伝いしてくれませんか?」 病院近くで声をかけた心優しいナースが敏感チ♥ポを励まし互いに何度も気持ちよくなる連続射精SEX!! 8（5月18日、SODクリエイト）※「めぐみ」名義　他出演:みき、さき、かな
- 人妻たちの告白（5月25日、豊彦）※「三上真由子」名義
- 就職活動中の女子大生の下着まる出し採用資料ビデオ♪ リクルートスーツの中はつっこみどころ満載!!パンツをこねくり回したらシミがびっちょりでチ●ポ試験通過!早々に内定決定!?（5月25日、クンカ）※「園田あゆ」名義　他出演:藤木まゆみ
- 個室JKリフレ盗撮 2（5月26日、MAGIC）他出演:麻里梨夏、あず希、菅原恵麻
- 身長146センチ マイクロボディの本物高校教師 教え子とのダマサレSEXで大量精飲! そして23.9センチの黒人ギガペニスに強淫実習される（6月1日、サディスティックヴィレッジ）
- 発情期の人妻（6月4日、MDMA）※「夏芽陽子」名義
- 連続多重手コキ 〜ヌいてもヌいても現れる勃起チ●ポでやまないザーメンの雨〜（6月16日、SEX Agent）他出演:笹倉杏、澁谷果歩、さとう愛理、野々宮みさと、鶴田かな、佐々波綾、愛瀬美希
- 住ませる代わりに中出しで。 家出少女の需要と供給。 あゆり 18歳 (本物精子)（6月19日、ミニマム）
- かりそめ清楚（6月23日、バルタン）
- 新・女戦闘員 ナイロン66（7月14日、GIGA）共演：大森一花、佐川はるみ、水村亜希奈、しじみ、内村りな、畠みわ、倉科もえ ほか
- 少女のアナルは嘘をつけない。 生まれて初めてのお尻。 あゆり18歳（7月19日、ミニマム）
- 脚固めで密着最深セルフイラマチオ 2 〜とろける程に1つになると連続射精が可能に（7月21日、SEX Agent）他出演:澁谷果歩、鶴田かな、さとう愛理、 野々宮みさと、月野ゆりあ、愛瀬美希、黒木いくみ、佐々波綾
- 誰も知らない私の監禁夏休み（7月28日、宇宙企画）
- 140cm台低身長少女わいせつ育成計画（7月28日、I.B.WORKS）共演:いろはめる、篠崎みお、小谷野まゆ、奈加ちひろ
- 貧乳専門ロリっ娘ソープ（8月1日、アイエナジー）他出演:高城ちほ、来栖らいち、雫みあ、矢澤美々
- ED治療で8人のナースが施術 AV研究会のJK9人が実践 3人の女ADが小遣い稼ぎにロケで学んだ技を披露 極上のフェラチオ完全撮り下ろし 合計20名! 2枚組6時間（8月10日、サディスティックヴィレッジ）共演:渋谷ありす、高城アミナ、栄川乃亜、高木千里、雛森みこ、前田可奈子、斉藤みゆ　他出演:咲坂花恋、白川あまね、月野ゆりあ、矢澤美々、清本玲奈、新垣智江、藍原あおい、佐野あい、涼海みさ、三波麻友、小野寺梨紗、三崎寛奈
- 娘の友達が遊びに来たのにエアコン故障でサウナ状態に!汗だくおっぱい&汗染みパンティ丸出しでもうたまらん!1日4回オナニーする超絶倫の私は無垢な友達全員をとっかえひっかえ犯しまくり!汗まみれの若い躰に何度も何度も生中出し!（8月11日、SCOOP）共演:相澤ゆりな、あず希、関根奈美
- 120％リアルガチ軟派伝説 vol.51 in 仙台（8月18日、プレステージ）※「ななみ」名義　他出演:かんな、あかり、あやか、かおる
- 私立スポーツ強豪校 夏合宿所 ピチピチ女子校生がエビ反りで踊りイキ狂う凄腕メディカルトレーナーのスケベマッサージ映像!! 10人で4時間（8月19日、キチックス）他出演:塚田詩織 ほか
- 絡み合う唾液、濃厚接吻。 汗だく潮噴き激性交。（8月19日、TEPPAN）
- 本物高校教師 第2弾! 絶倫ピストンCLIMAX（8月24日、サディスティックヴィレッジ）
- 姪っ子中出し性交記録 〜～おじさんいっしょにお風呂入ろっ!無垢で無防備な姪っ子たち〜（8月25日、TMA）他出演:小谷野まゆ、佐野あい
- 地域男女相撲大会に向けて集まった合宿中の少女わいせつ映像（8月25日、I.B.WORKS）共演:宮沢ゆかり、いろはめる、矢澤美々、奈加ちひろ、山地せな、森保さな、佐野あい、夏乃ひまわり、七菜原ココ
- 私はパパとお兄ちゃんの操り人形。 貧乳パイパンまみちゃん（8月25日、FIRST STAR）※「まみ」名義
- 見た目のわりにエゲツない音色のオナラをする少女見つけた（8月25日、1113工房）
- 「パパとママには絶対内緒だよ!」 親戚の叔父さんに秘密のエッチ動画投稿! オマ●コぴちゃぴちゃ姪っ子自画撮りオナニー（9月1日、ロリ専科）他出演:愛瀬美希、五十嵐星蘭、七海ゆあ、星咲伶美、咲良つむぎ、大森一花
- おま●こ取扱説明書 3（9月1日、BURST）他出演:五十嵐星蘭、蓮実クレア、宮沢ゆかり、藤本紫媛、橋野愛琉、綾瀬さと美、月本愛、佐藤春香、あず希、七海ゆあ、天野美優、小西みか、美月恋、坂本すみほ、夏希みなみ、石原恵麻、涼宮まろん、緒方ルナ、北川ゆず
- 素人女子大生限定! パンティ素股でカチカチち●ぽがアソコに擦れて赤面発情! 生で擦り合わせて、結局つるんっと入って生中出し!! 〜AVOPEN編（9月1日、S級素人）他出演:河南実里、愛瀬美希、白咲ゆず、香苗レノン、関根奈美、小野寺梨紗、小松美柚羽、あず希、結菜はるか、相澤ゆりな ほか　※AV OPEN 2017 素人部門2位
- 姪っ子とおじさんの夏休み（9月1日、I.B.WORKS）他出演:夏乃ひまわり、佐野あい、七菜原ココ　※AV OPEN 2017 乙女部門エントリー作品
- 修学旅行の夜に突然訪れた奇跡の夜!!布団の中で好きな子と一緒になったら興奮が隠せるはずがない!!性に盛んな男女の下半身はぐっちょり濡れ当然ナマでそのまま中出しSEX!!部屋全体がエロに包まれ、最後は全員酒池肉林状態に!!（9月8日、SCOOP）共演:佐々波綾、天野美優、塚田詩織
- 義母と娘の偏愛レズビアン 〜乳離れできない娘に乳首を吸われる継母〜（9月19日、レズれ!）共演:井上綾子
- 英会話スクール少女わいせつ国際交流（9月22日、I.B.WORKS）他出演:星咲セイラ、北川ゆず ほか
- ロリ困☆貧乳ちゃん潮吹き専門エステ 「おっぱいが小さいのが悩みなんです」 4じかん 少女8にん（9月22日、First Star）他出演:関根奈美、一乃瀬るりあ、山川ゆな、桜井叶乃 ほか
- 純愛情欲レズビアン 〜運命の出会い、最愛の貴女〜（10月1日、FAプロ）共演:新村あかり
- クレーム対応で自宅まで謝罪に来たOLにノーパン土下座をさせたままアナル生中出し 2（10月19日、ナチュラルハイ）他出演:希咲あや、桃瀬ゆり
- 素人男女観察! モニタリングAV 義理の兄妹の絆を徹底検証!! 義理の兄妹はエッチなミッションをしても、最後まで兄妹でいられるのか?ミッションクリアで賞金!ミッションはハグ、ポ○キーゲーム、ほっぺにチュー、裸を見せ合うなど、過激さが増すとミッションクリアでゲットできる賞金が増える!賞金目当てに過激ミッションをチョイスし興奮してしまった義兄妹は、兄妹の一線を超えてエッチまでしてしまうのか!?（10月19日、お夜食カンパニー）他出演:山川ゆな、月野ゆりあ、篠崎みお、双海ゆい
- 新任女教師 はめられた後穴（10月25日、アタッカーズ）
- 出会い系100戦無敗! 合コンお持ち帰り率100%! ナンパ即SEX最短3分! OL時代に同じ部署の男性社員4人と5Pセックス!気持ち良いSEXが好きすぎて頭の中がエッチな事で常にいっぱいな女の子登場!（11月1日、Rookie）※「あゆり」名義
- 出産して急激に感度があがったママチャリ早漏妻 16 特盛り!5人全員中出しSP（11月2日、ナチュラルハイ）他出演:池上まひろ、永井みひな、宮崎あや、斉藤みゆ
- 胸糞注意 気弱な僕にこの春大学で出来た人生初の超可愛い彼女とラブラブ健全交際をしていたら 地元のDQN鰐口先輩に知られ今度あの女連れてこいやと脅されて仕方無く大事な彼女をDQNの溜まり場に連れていってしまった時の話です（11月7日、JET映像）
- 野ション中を狙え!吸引クリトリスに付けられたリードを引っ張られガニ股でイキ漏らすJK 2（11月16日、ナチュラルハイ）他出演:水嶋アリス、愛里るい
- 夜勤病棟レ○プ 2 深夜の病室に一人で見回りに来た新米看護師 純白のナース服をヒキチギッテ中出しレ○プ!! 完全撮り下ろし合計8人（11月16日、サディスティックヴィレッジ）他出演:森苺莉、宮沢ちはる、明海こう、佐野あい、玉木くるみ、池上まひろ、一ノ瀬恋
- 羞恥! エステティシャンになりたい私 男子生徒が見ている目の前でおっぱいやお尻の形が変わるほど揉まれる… スクールの実習で無遠慮なバストアップマッサージを受けさせられました…（11月16日、サディスティックヴィレッジ）共演:横山みれい、玉木くるみ、佐野あい、一ノ瀬恋、池上まひろ、明海こう、宮沢ちはる、森苺莉
- 快楽だけを追求するシロウト人妻 欲求不満を我慢できず自らAVへ応募 File.01（11月17日、MAD）他出演:桐山結羽、美谷朱里
- 校内女子トイレ ハメション痴漢（11月19日、アパッチ）他出演:宮崎あや、真田美樹 ほか
- サークル合宿で泊まった温泉旅館で夜、集まって部屋飲みしていたら普段と違う格好(浴衣)場所(旅館)で段々と変な気分に! 女の子たちの浴衣もはだけて胸などがチラチラ見えたりしていつも以上に女を感じてしまいいつもなら絶対にやらないエッチな王様ゲームをやっちゃったりして結局最後は乱交になって中出ししまくってきちゃいました!!（11月19日、お夜食カンパニー）共演:真田美樹 ほか　他出演:玉木くるみ、若槻みづな、涼川絢音
- 自画撮りオナニーサポート エッチな体で見せつけ挑発! 2（11月25日、アロマ企画）他出演:浜崎真緒、星島るり、夏希みなみ、白石雪愛
- 夫の留守中にU字ディルドで2穴同時イキさせられマ○コとアナルに連続で中出しされる人妻（12月7日、ナチュラルハイ）他出演:小野寺梨紗、星川麻紀
- 姉の巨乳に憧れる貧乳の妹は時と場所を選ばず姉の巨乳を揉みまくり!しかもボクの目の前でも堂々と丸出しで! ボクには超カワイイ妹が2人いる。上の妹は巨乳で下の妹は貧乳。だから、貧乳の妹は巨乳の姉を羨ましがり姉のおっぱいを揉みまくり!ボクの目の前でやるもんだから、こっそり勃起してしまい…。（12月7日、Hunter）共演:橋下まこ　他出演:紺野ひかる、三原ほのか、三島奈津子、笹倉杏
- 深夜病棟 患者のために健気に働く美人看護師のほっそい喉奥に超巨根ゲロイラマレ○プ!（12月7日、サディスティックヴィレッジ）他出演:池上まひろ、宮沢ちはる、森苺莉、明海こう、佐野あい、玉木くるみ、一ノ瀬恋
- 挑発するアニコス娘。（12月13日、アロマ企画）他出演:宮崎あや、七海ゆあ、あず希、水嶋アリス、伊東真緒
- 乳首用媚薬クリームの訪問販売にハマった人妻さんたち（12月13日、ZUKKON/BAKKON）共演:塚田詩織、倉科もえ、久我かのん、桐山結羽
- 超極上の脱糞解禁（12月13日、オペラ）
- 親に隠れてこっそり兄妹近親相姦 親の前ではわざと兄妹ゲンカ!しかし、実は兄妹以上の関係で2人きりになるとすぐに近親相姦セックスを始める! 9（12月19日、ゴールデンタイム）他出演:佐々波綾、北川ゆず、皆野あい、一ノ瀬恋
- パンチラ連発!お尻モミモミ! 素人限定! エッチな足ツボマッサージの激痛我慢で目指せ!賞金100万円! オトナの健康診断ゲーム（12月19日、ATOM）他出演:山川ゆな、篠崎みお、月野ゆりあ ほか
- 母娘強制懐妊 夫の忘れ形見…そして私の宝物…この子の為なら、どんな屈辱や辱めにも耐えてみせます… ダメっ!お願いです!私の前で娘に中出ししないで…ウチの子が孕まされてしまいます…。（12月25日、オーロラプロジェクト・アネックス）共演:宝生リリー
- 下乳とパンチラ挑発コレクション（12月25日、アロマ企画）他出演:里美まゆ、浜崎真緒、清城ゆき、神納花、長澤ルナ

2018年
- オマ○コでは無反応だった姉に間違えたフリしてアナルに挿入したら急に痙攣!何度も絶頂しても無視して突きまくって近親アナル中出し!（1月11日、ナチュラルハイ）他出演:篠田ゆう、成海夏季
- ヤリマンだけどデカチンNGの幼馴染と素股していたらヌルヌルメリメリでズボッ! 結局ボクのデカチンを生挿入&生中出し! 超がつく程のヤリマンの幼馴染は、常に男を取っ替えひっ替え!ただそんな彼女もデカチンだけは気持ち良すぎて好きになっちゃうという理由で絶対NG!ボクの童貞が発覚するとヤラせてあげよっか?とヤリマン発言!しかしボクのデカチン勃起を目にしたら「やっぱりダメ!大き過ぎて好きになっちゃうから」と言ってヤラせてくれない。でもヤラせて欲しいと食い下がったら「挿れるのはダメだけど擦り付けるだけだったらいいよ…」と素股OKに。だけど擦り付けていたらさすがヤリマン。股間がすぐ濡れ始めズボッと生挿入で即中出し!怒られると思いきや、「もう!好きになっちゃうじゃん」とボクに抱きついてくると、キス連発!猫撫で声でボクに甘えて来ては何度もおかわりFUCK!（1月19日、Hunter）他出演:永井みひな、枢木あおい、霧島さくら、雛菊つばさ
- スゴイ!って言われる私のフェラチオ見て下さい。 〜思い思いのとっておき。共通するのは果て無きチ●ポ偏愛〜（1月19日、SEX Agent）他出演:真木今日子、川菜美鈴、斉藤みゆ、枢木みかん、神宮寺ナオ、桜木エリナ、優梨まいな、成宮いろは、白百合ましろ
- 腰ふり騎乗位で騎乗(の)られちゃった僕。（1月25日、アロマ企画）他出演:松下美織、星空もあ、結菜はるか、七菜原ココ
- 淫魔病棟 3（2月1日、アタッカーズ）共演:河南実里、佐々波綾、舞園かりん
- 完全撮り下ろし 鉄板女優の楽屋に突撃! むちゃぶり性交（2月1日、TEPPAN）他出演:天野美優、吹石れな、霧島さくら、滝本エレナ、鈴木真夕、栄川乃亜、きみと歩実
- 女子マネージャーは、糞も潮も漏らすM奴隷（2月13日、オペラ）
- いくつになっても無邪気なイタズラ(プロレス技・電気あんま)をしてくる幼馴染に勃起しまくり!!! いつの間にかクラスの人気者になっている幼馴染とクラスでは空気のような存在のボク…。でも、そんな格差を全然気にしていない幼馴染は昔と変わらず勝手にボクの部屋にやって来ていろいろ話してくれるけど、無防備なパンチラや胸チラ! 無邪気にしてくるイタズラ(プロレス技・電気あんま)にボクは勃起しまくり!!そんなボクの異変に気付いた幼馴染も急に女の顔になって…（2月19日、ゴールデンタイム）他出演:相澤ゆりな、北川ゆず、山川ゆな
- 羞恥 発育健康診断 特別編 アナル検診 -2018冬-（2月22日、サディスティックヴィレッジ）共演:桃瀬ゆり、前園ゆり
- 全身性感帯絶倫早漏お漏らし娘 逸材AVデビュー 教育実習生あいなちゃん(21歳)（3月2日、ONEZ）※「あいな」名義
- 超極上 Wレズスカ解禁!（3月7日、オペラ）共演:朝桐光
- 悪徳エロ歯科医師による女性患者昏睡レイプビデオ（3月13日、カルマ）他出演:今井ゆあ、桐山結羽、双海ゆい、さくらみゆき、神楽アイネ ほか
- 妄想女子プロレス Vol.20 身長差対決編（3月30日、SUPER SONIC SATELLITES）共演:宮咲まな
- プロスタイルミックスタッグ The Domination No.2（4月6日、バトル）共演:宮咲まな　他出演:卯水咲流、鶴田かな
- 制服貧乳美少女 Vol.001 放課後ひたすら乳首こねくりっ放し中出しSEX（4月13日、S級素人）他出演:ななせ麻衣、桐山結羽、七海ゆあ
- 生中出しTokyo名門女子大生オークションクロニクル Vol.002（4月13日、BAZOOKA）他出演:佐々波綾、美咲まや、月本愛
- おま○こ・アナル 見せつけ挑発（4月13日、アロマ企画）他出演:あおいれな、星島るり、浜崎真緒、あず希、雪美えみる、泉ののか、白金れい奈、結菜はるか、篠崎みお、夏希みなみ、愛里るい、七海ゆあ、伊東真緒、清城ゆき、白石雪愛、神ユキ、相澤ゆりな、川村まや、榎本葉月
- 成長して超可愛くなった幼馴染と昔みたいに一緒に入浴! 想像以上に大人になった幼馴染のエロすぎる体を見て勃起! 親が旅行に行ったせいで、近所の年下の幼馴染がお泊りにやって来て2人でお留守番することに。妹のように接してきた年下の幼馴染は可愛くなっていて超ド緊張!しかし幼馴染は緊張しまくりのボクに「昔みたいにお風呂に一緒に入りたい!」というのです。さすがにそれはちょっと…と思い返事に困っていたら、無理やり手を引っ張られ風呂場に連れて行かれ裸も見てしまい我慢できず勃起…。なんとかお風呂では勃起がバレないよう必死で隠し通しお風呂を出るも、風呂上がりのバスタオル姿でウロウロする幼馴染にもう我慢できず再び勃起してしまい…（4月19日、Hunter）他出演:森はるら、きみと歩実、皆野あい、森永ぴの
- 「足つぼマッサージ無料ですよ」とナンパ!足裏の性欲増大?性感帯をグリグリ刺激したらパン染みできるほど興奮しちゃった人妻は我慢できずに巨根チ●ポを求めて生セックス懇願!（5月11日、ゲッツ!!）他出演:翔田千里、武藤あやか、川口葉純、明里ともか ほか
- 童貞オタ弟の呪いでリア充兄が女体化! 使う予定のない巨根で敏感ツユダク♀マ●コを杭打ちピストンされメスイキ連発! 屈辱の主従逆転アクメ堕ち!（5月11日、ゲッツ!!）他出演:川口葉純、香苗レノン、桐山結羽
- 母と娘のレズビアン ≪園部の旅≫（5月19日、ルビー）共演:藍川京子
- 素人お嬢さんにおっパブ体験してもらってハッスルしながらどさくさ紛れにズッポシ挿入できるのか!?（5月19日、ATOM）他出演:神波多一花、牧野れいな ほか
- 町内会の力仕事に呼び出されたらパンチラ・ブラチラ当たり前!乳チラ・マンチラまでしているスキだらけのエロすぎる人妻に釘付け!ずっと見ていたら勃起してきたのでバレないように勃起したチ○コをお尻にこすり付けていたらいつの間にか挿入していた。（5月19日、ぐりーんあっぷる）共演:神波多一花、牧野れいな
- 尿ざんまい 着たまま浴尿!おしっこまみれ（5月20日、レイディックス）他出演:阿部乃みく、かさいあみ、卯水咲流、神宮寺ナオ、有坂つばさ
- こんなお店があったらいいなシリーズ 本日開店! 小便エステ（5月20日、レイディックス）
- 真面目なはずの女子生徒のいけないHな噂を耳にした教師の私は、女子生徒を放課後呼び出して指導!してたのですが…急にソワソワし始める女子生徒。 すると「私1日1回Hしないと死んじゃうんです…!」とSEX依存症をカミングアウト!? 本性を現した女子生徒のエロ過ぎる口止めにソソられてしまい、立ち場を忘れてチ○ポを差し出してしまいました!!（5月24日、SOSORU×GARCON）他出演:森苺莉、真田美樹
- 失禁嫁レズスカ調教（5月25日、オペラ）共演:新尾きり子
- 一般男女モニタリングAV 素人女子大生限定! 恋人がいない大学生の男女はキスだけで恋に落ちて初対面の相手とSEXしてしまうのか? 惹かれあった2人のキスまみれの完全プライベートSEXを大公開!! 2（6月7日、ディープス）※「ののか」名義　他出演:ゆめ、いずみ、みやこ
- 現役教師による。淫乱女子校生の育成メソッド。（6月8日、宇宙企画）※「あゆり」名義
- 親友の奥さんがホットパンツ食い込みエロ尻で誘惑してきたので…（6月8日、ゲッツ!!）他出演:川口葉純、あけみみう、星あめり
- 同じ社宅に住む同僚の奥さんを寝取る… NTR人妻クロロホルムレイプ動画（6月13日、カルマ）他出演:澁谷果歩、堀越なぎさ、夏希のあ、桐山結羽 ほか
- 関東近県 某市営第1体育館に侵入 地元お姉さんたちのトイレの聖水盗撮 2（6月13日、カルマ）他出演:桐山結羽、星宮あかり、さくらはる、塚田詩織、優保なのか、堂島れい、夏希のあ ほか
- 不倫温泉NTR 〜旅館の跡取りゲス息子と私の愛人〜（6月13日、ドバドバ大作戦）
- 若妻本屋中出し逆痴漢（6月19日、アパッチ）他出演:蓮実クレア、笹倉杏 ほか
- 人気出張エステ嬢である妻のアナルが巨根の基盤上等客たちに4P寝取れてしまい悔しいのでそのままAV発売お願いします（6月22日、ゲッツ!!）他出演:横山夏希
- 接吻のち、孕ませ。（7月6日、ドリームチケット）
- 「中出しされて妊娠したくないなら友達をここに呼び出してよ!」 絶倫少年女子○生 友達連鎖中出し輪姦 2（7月19日、アパッチ）共演:君色華奈、鈴木真夕、月本愛、前園ゆり、咲坂花恋
- 舐められてガチガチに勃起する過敏乳首（7月19日、ゑびすさん）共演:篠崎みお　他出演:徳永れい、桃井桃、宮崎あや、杏璃さや、八ッ橋さい子、夢乃美咲、優保なのか、熊野あゆ
- 巨乳全開で猛アピールしてくる僕の彼女のノーブラお姉さん（8月1日、アイデアポケット）共演:桜空もも
- 我が家のリビングで水着を試着しながら無邪気に見せあう妹の友達！その水着尻を目撃してフル勃起してしまったボク。ギンギンチ○ポに気付いた友人たちに金玉スッカラカンにされた!（8月3日、h.m.p）共演:北川りこ、後藤里香、椎名紗月、川口葉純
- 突然パンチラで挑発されてこっそりシゴいちゃった僕。 その16（8月13日、アロマ企画）他出演:春原未来、あけみみう、豊中アリス、石原ルリカ、荻野つきひ
- 私立すけべ椅子女学院（8月13日、アロマ企画）共演:桐山結羽、水村亜希奈、椎名紗月
- 金縛りにかかった男にエロいイタズラしてくる女の子（8月13日、アロマ企画）他出演:あけみみう、あやね遙菜、美咲ヒカル、荻野つきひ、寺川麻衣
- 10分で2度抜き手こきサロン（9月13日、アロマ企画）他出演:佐野優佳、あやね遥菜、一ノ瀬恋、鈴木理沙、本田るい、千野くるみ、平山明奈、木ノ実ひまり、瀬戸すみれ、新木さや、北川りこ、坂井亜美、月本愛、藍原あおい
- 当方、脚が好きなので素敵なお姉さまに… 首四の字固めされながら射精したい!!（9月13日、アロマ企画）他出演:桜ちなみ、野々宮みさと、あやね遥菜、はるかみらい、生田みく
- お姉さんにパンチラ挑発されながらザーメンを太腿とパンツに放出してもいいですか!? その3（10月13日、アロマ企画）他出演：黒木いくみ、上川星空、小枝成実、杏野唯香、藤川菜緒
- マッサージあるある【番外編】 出勤嬢もお客も極めて少ない「平日昼間の暇な時間帯」は、かなりの確率でグレーゾーンになっている説（10月25日、アロマ企画）他出演：羽生ありさ、さくらい麻乃、新村あかり
- ダブルバーチャルレズベロキス（12月19日、ゑびすさん）他出演:篠崎みお、宮崎あや、杏璃さや、夢乃美咲、優保なのか、熊野あゆ、藤にいな、玉木くるみ、満月ひかり、杠えな、日高結愛、八ッ橋さい子

2019年
- 女口臭唾液フェチサークル（1月1日、ゑびすさん）共演:篠崎みお、白金れい奈　他出演:羽生ありさ、阿部乃みく、神納花、桃瀬ゆり、杏璃さや、宮崎あや
- 幼馴染企画3作品収録スペシャル 幼馴染がボクの知り合いのクズ野郎の彼女に!しかもクズ野郎はボクに幼馴染のエロい姿を見せつけ!そして…/幼馴染と度を越した痴漢撃退練習/ヤリマン幼馴染とセックス練習（4月7日、Hunter）他出演:深田結梨、松田真奈、星空もあ、白鳥すず、持田栞里 ほか
- 【超絶ハードコアマニアック】顔面唾液舐め（4月19日、ゑびすさん）共演:篠崎みお　他出演:徳永れい、桃井桃、神納花、桃瀬ゆり、杏璃さや、宮崎あや

### VR
2017年
- 妹とオトナの階段のぼってみた（5月26日、CASANOVA）
- えっちなあのコと夢の世界（6月2日、CASANOVA）他出演:愛瀬美希
- 生中出し 美マンにブチ込め!!（6月20日、ブイワンVR）
- 初めてのお尻VR。 目の前でアナルが喜んでいる。（9月1日、ミニマム）
- 淫語フェラでごっくんしてあげる（9月9日、ブイワンVR）
- 体感レズSEX 義母と娘の偏愛レズビアン（9月14日、レズれ!VR）共演:井上綾子

2018年
- 淫乱4人姉妹の家に居候したらそこは花園天国だった（4月7日、Virtual Rabbit）共演:AIKA、推川ゆうり、久我かのん
- 競技かるた部の文系女子と声ガマン性交…でも部活中に生はマズくない?（6月25日、ワープエンタテインメント）
- 『美少女中出し』 Hな美少女の私生活を覗き見!かわいいアニメ声のHな制服美少女のHなお誘い!（7月24日、Virtual Rabbit）
- VR OL日和（10月15日、ガン見隊）他出演：NIMO、上川星空、春花くるみ、香苗レノン、愛里るい、浅倉真凛、川越ゆい、南涼、河原かえで、星野七、星あめり
- 「いっぱいしちゃうかもwエヘヘ」ザーメンごっくんしてくれる極上ローション手コキ（11月1日、TEPPAN VR）※FANZA限定配信作品
- ホテルデート美少女発情 中出し性交。（6月1日、TEPPAN VR）※FANZA限定配信作品

### イメージDVD
- Touch me（2017年5月1日、Morning Window）

### 写真集
- 原寸大おっぱい図鑑 Ecstasy（2017年11月17日、一迅社　撮影：須崎祐次）Cカップ担当[2] ISBN 978-4758015790